# Modeste Magny
Pour les articles homonymes, voir Magny.

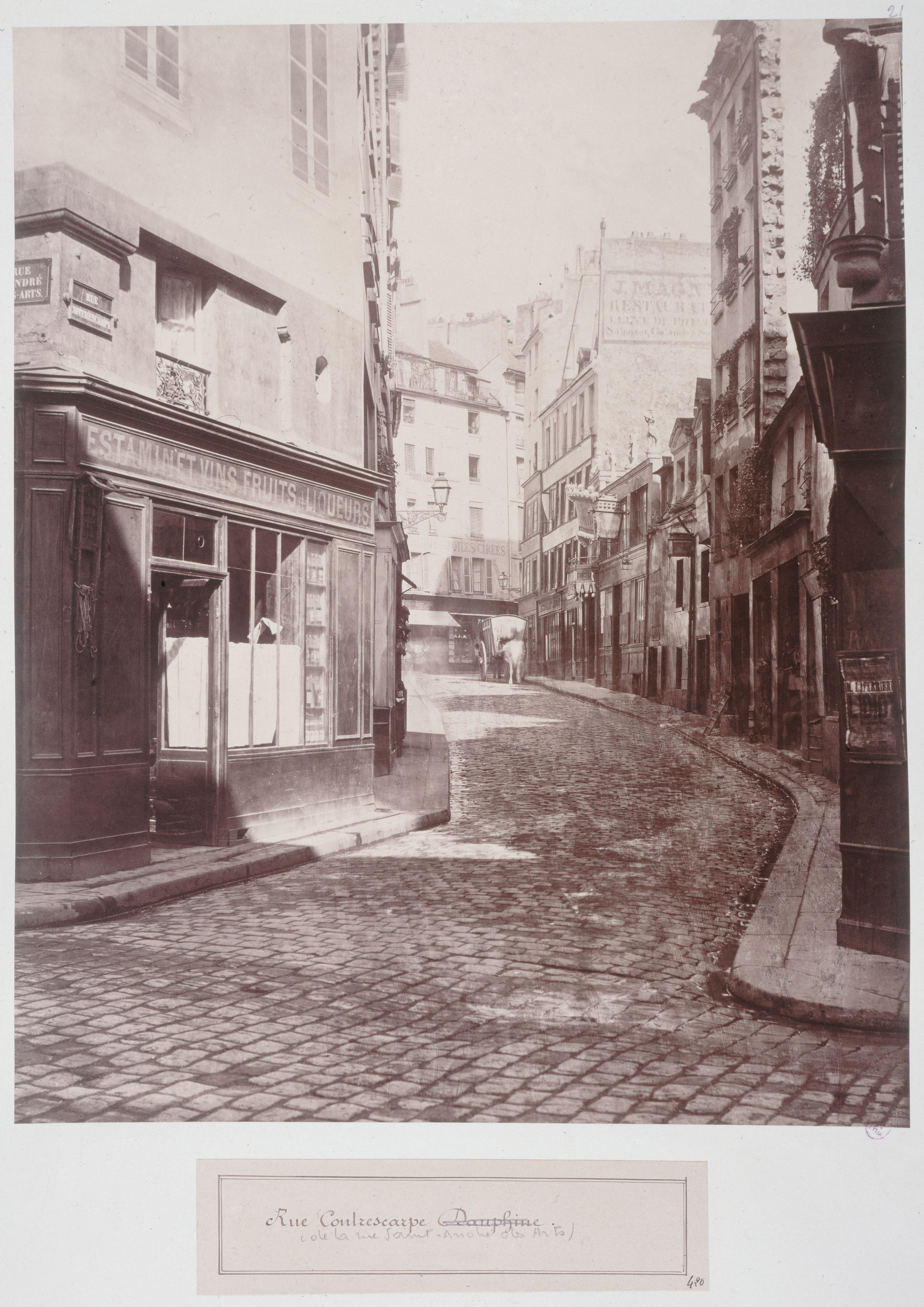
Le restaurant Magny, au fond à droite de la rue de la Contrescarpe-Saint-André, vers 1865.

Modeste Magny est un chef cuisinier et restaurateur français (Montmort-Lucy, 14 novembre 1812 - Paris, 19 avril 1879 ). Il est employé au « restaurant Philippe » à Paris avant de s'établir en 1842 à son compte dans cette même ville, sous l'enseigne « restaurant Magny ».

## Biographie
Modeste Magny entame sa carrière professionnelle comme simple employé du célèbre restaurateur Philippe dont l'établissement situé rive droite à proximité de Halles, dans la  rue Montorgueil est réputé pour la qualité de ses mets. En 1846, il épouse Ernestine-Laure Brébant, sœur du restaurateur Paul Brébant. Devenu chef adjoint de Philippe, il quitte son emploi pour reprendre, à l'âge de 30 ans l'ancien cabaret d'un marchand de vin, situé 3, ancienne rue Contrescarpe (rue Mazet depuis 1867, rue André-Mazet depuis 1994).
Magny est l'inventeur de la purée Magny, du tournedos Rossini et du chateaubriand. Il est le père de maître Paul Magny, préfet puis sénateur.

## Anecdotes
Les fameux dîners Magny du vendredi au 3, rue André-Mazet (fondés en 1862) — ou dîners Sainte-Beuve —, sont cités dans Le Journal des frères Goncourt.
Gustave Flaubert, Théophile Gautier, Hippolyte Taine, Paul Gavarni, Ernest Renan, Ivan Tourgueniev, Paul de Saint-Victor et George Sand en formaient les illustres représentants.